# Дібрівка (Обухівський район)
Ді́брівка — село в Україні, у Обухівському районі Київської області. Орган місцевого самоврядування — Великоприцьківська сільська рада.
У селі налічується 14 дворів без постійного населення. Але є близько 10 садиб, у яких сезонно проживають дачники з Києва, Кагарлика та інших навколишніх міст.